# Uwe Birnstein

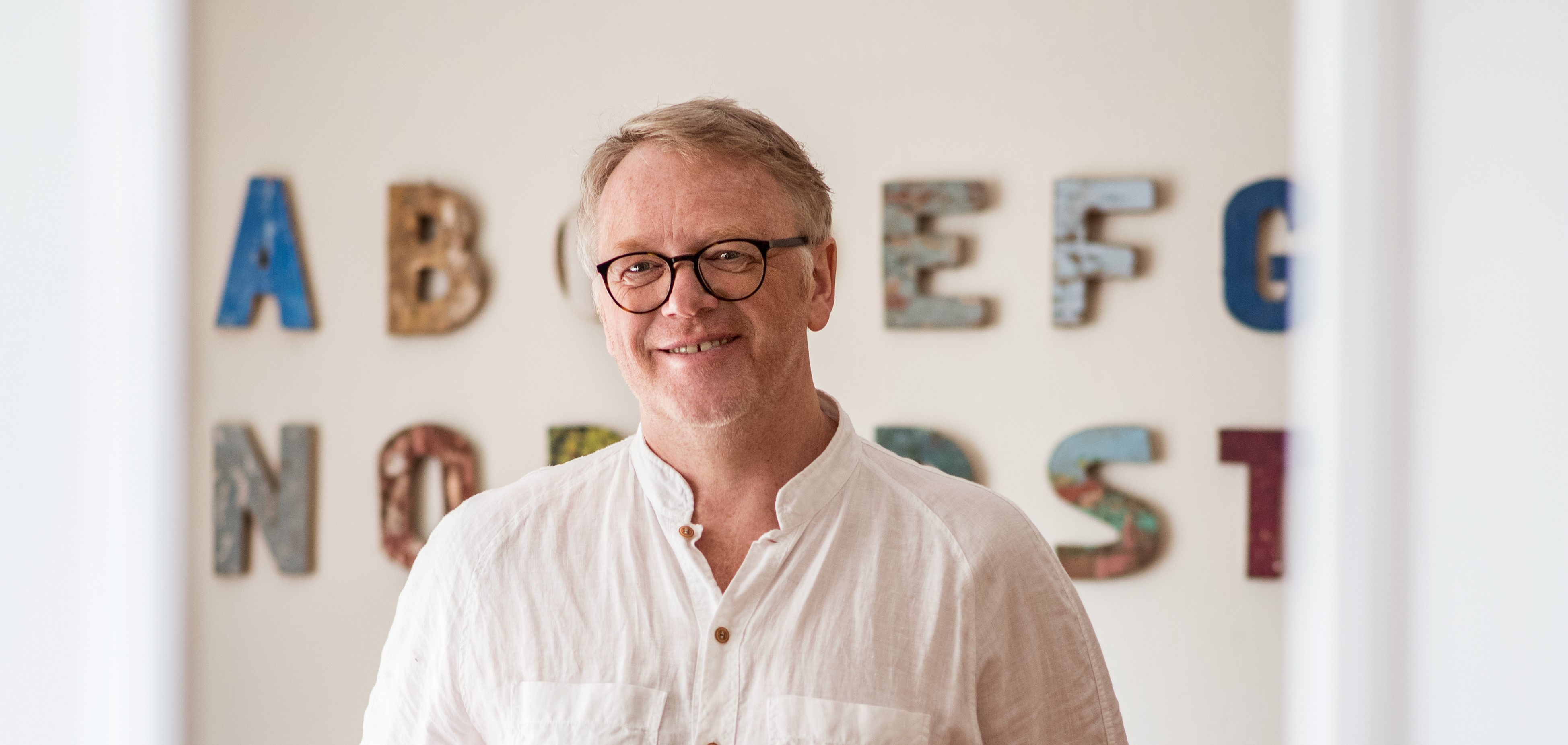
Uwe Birnstein (2018)

Uwe Birnstein (* 9. Februar 1962 in Bremen) ist ein deutscher Theologe und Publizist.

## Leben
Nach seinem Studium der evangelischen Theologie in Hamburg arbeitet er seit 1989 als freier Journalist für öffentlich-rechtliche Sendeanstalten (Fernsehen, Radio), Zeitungen und Zeitschriften. Er hat mehrere Bücher und Hörbücher verfasst und herausgegeben. Seine Vortragstätigkeit führt ihn durch Deutschland und nach Österreich, Spanien, Schweden und in die Schweiz. Seit 2017 präsentiert er mit dem Gitarristen Werner Hucks das Programm „Luther & Lindenberg – Zwei Deutsche für ein Halleluja“.
Sein Arbeitsschwerpunkt ist die populärwissenschaftliche Präsentation biblischer, theologischer und historischer Themen. Er verfasste zahlreiche Biografien christlicher Persönlichkeiten, u. a. Michael Servet, Martin Luther, Philipp Melanchthon, Argula von Grumbach, Friedrich Wilhelm Raiffeisen und Johannes Rau. Von 2007 bis 2015 gab er im Wichern Verlag (Berlin) die Buchreihe „wichern porträts“ heraus. Auch biblische Personen und Themen gehören zu seinen Schwerpunkten. Dabei ist er überzeugt, dass die Menschen der Bibel „keine Heiligen, sondern geplagt sind von denselben Grundfragen, die uns auch heute noch beschäftigen: Wie kann ich ein guter Mensch sein, wie kann ich glücklich werden, wie gehe ich mit Schuld um?“ Auch mit fundamentalistischen Strömungen des christlichen Glaubens setzt er sich publizistisch auseinander: „Die Geisteshaltung, ich habe den wahren Glauben und die Welt muss ihn ebenfalls annehmen, dieser Virus sitzt auch im Christentum.“
Von 2011 bis 2018 betrieb Birnstein außerdem die Agentur „BirnsteinsBüro“. Während dieser Zeit wirkte er u. a. als Medienberater für die Theologin Margot Käßmann, über die er auch eine umfassende Biografie verfasste, die in die SPIEGEL-Bestsellerliste aufstieg. Daneben arbeitete er auch für Samuel Koch, Stephan Krawczyk und Hans-Jürgen Hufeisen. In seinem Blog „Birnstein liest“ stellt Birnstein regelmäßig Buch-Neuerscheinungen vor.
Birnstein lebt in München und arbeitet als Publizist und Lektor. Uwe Birnstein war von 2001 bis 2008 mit Juliane Werding liiert. Die Ehe von Birnstein und Werding wurde nach sechs Jahren 2012 wieder geschieden.

## Kontroverse
Im Jahr 2006 löste Birnstein mit einem Artikel, den er für das Sonntagsblatt, die Evangelische Wochenzeitung für Bayern, geschrieben hatte, eine Kontroverse aus. In einem fiktiven Dialog zwischen einem Interviewer und dem biblischen Josua schilderte Birnstein, was in seinen Augen der Hintergrund des Nahostkonflikts sei. Kritik löste vor allem die Passage aus, in der er erklärte, dass „der Ursprung der Gewalt“ zwischen Israelis und Palästinensern eben nicht im 20. Jahrhundert gelegen habe, sondern „vor über 3000 Jahren.“ Birnstein ließ Josua, der seiner Ansicht nach für „die Unterjochung der Bevölkerung Palästinas“ verantwortlich war, sagen: „Denn wie wir Juden uns das Land genommen haben, geschah nicht immer auf friedliche Art und Weise.“ Darauf reagierte der jüdische Journalist Henryk M. Broder mit bissiger Ironie:
„Bis jetzt mußten die Juden damit leben, daß sie den Heiland auf dem Gewissen haben – falls sie überhaupt ein Gewissen haben. Nun aber kommt raus, daß der Nahostkonflikt nicht, wie bis jetzt angenommen, mit der Gründung Israels angefangen hat, sondern schon viel früher, vor über 3000 Jahren mit der ersten Landnahme … Was ist die Konsequenz aus dieser Erkenntnis? Gott hat sich geirrt, Israel muß weg, sonst gibts im Nahen Osten keinen Frieden.“
Aus dem Raum der evangelischen Kirche äußerte sich der Theologe Gerhard Gronauer zu dem Vorfall. Er kritisierte Birnsteins Text, weil dessen „Wortwahl … im Textzusammenhang die Schlussfolgerung“ zulasse: „‚Die Juden‘ sind Schuld [sic] an der Gewalt, die sich seit biblischen Zeiten im Heiligen Land ereignet hat.“ Man dürfe die Krisen und Kriege im Nahen Osten nicht allein der Judenheit und dem Staat Israel anlasten.

## Bücher
- Neuer Geist in alter Kirche? Die charismatische Bewegung in der Offensive, Kreuz Verlag, Stuttgart 1987
- Wenn Gottes Wort zur Waffe wird. Fundamentalismus in christlichen Gruppierungen, Gütersloher Verlagshaus, Gütersloh 1999, ISBN 3-579-01138-3
- Chronik des Christentums (Mitautor), Chronik Verlag, Gütersloh 2001
- „Sagen Sie mal, Adam“: 52 Interviews mit biblischen Persönlichkeiten, Claudius Verlag, München 2003, ISBN 3-532-62294-7
- Neue Chronik der Weltgeschichte (Mitautor), Chronik Verlag, Gütersloh 2005
- „Sagen Sie mal, Herr Jesus …“ und andere Interviews mit Menschen der Bibel (mit Juliane Werding), Gütersloher Verlagshaus, Gütersloh 2001, ISBN 3-579-02312-8
- Göttliches Gift. Roman, Gütersloher Verlagshaus, Gütersloh 2003, ISBN 3-579-01279-7
- Tödliches Abendmahl. Roman, Gütersloher Verlagshaus, Gütersloh 2003, ISBN 3-579-01277-0
- Chronik der Kreuzzüge (Mitautor), Chronik Verlag, Gütersloh 2005
- Johannes Rau – der Versöhner, Wichern-Verlag, Berlin 2006, ISBN 3-88981-203-1
- Der Erzieher. Wie Johann Hinrich Wichern Kinder und Kirche retten wollte, Reihe „wichern porträts“, Wichern-Verlag, Berlin 2007
- Huren, Heuchler, Heilige. Interviews mit Menschen der Bibel (mit Juliane Werding), Free-Spirit-Verlag, Köln 2008, ISBN 978-3-9809836-6-2
- Der Reformator. Wie Johannes Calvin Zucht und Freiheit lehrte, Reihe „wichern porträts“, Wichern-Verlag, Berlin 2009, ISBN 978-3-88981-254-4
- Das Ziel bist du. Eine Pilgerreise durch das Leben, Pattloch-Verlag, München 2009
- Der Humanist. Was Philipp Melanchthon Europa lehrte, Reihe „wichern porträts“, Wichern-Verlag, Berlin 2010
- Das Beste aus der Bibel, Echter Verlag, Würzburg 2010, ISBN 978-3-429-03211-1
- Katholisch? Never! / Evangelisch? Never! (mit Georg Schwikart), Pattloch-Verlag, München 2010, ISBN 978-3-629-02234-9
- … und führe sie nicht in Versuchung! Das geheime Handbuch des Teufels, Kösel-Verlag München 2010, ISBN 978-3-466-36838-9
- Kleines Lexikon christlicher Irrtümer. Von Abendmahl bis Zölibat, Gütersloher Verlagshaus, Gütersloh 2011, ISBN 978-3-579-06555-7
- Toleranz und Scheiterhaufen. Das Leben des Michael Servet, Verlag Vandenhoeck & Ruprecht, Göttingen 2013, ISBN 978-3-525-56012-9
- Argula von Grumbach. Das Leben der bayerischen Reformatorin, Neufeld-Verlag, Schwarzenfeld 2014, ISBN 978-3-86256-048-6
- Friedrich Wilhelm Raiffeisen und Hermann Schulze-Delitzsch – Genossenschaftlich gegen die Not (mit Georg Schwikart), Wichern Verlag, Berlin 2014, ISBN 978-3-88981-356-5
- Who is Who der Reformation, Kreuz-Verlag, Freiburg/Brsg. 2014, ISBN 978-3-451-61252-7
- Das unglaubliche Leben des Flötenspielers Hans-Jürgen Hufeisen, Herder-Verlag, Freiburg/Brsg. 2014, ISBN 978-3-451-31192-5
- 40 Tage einfach lebendig. Fastenzeitkalender, Verlag Katholisches Bibelwerk, Stuttgart 2015, ISBN 978-3-460-27164-7
- Jung, ledig, schwanger sucht … Warum Weihnachten uns zu Herzen geht, Camino, Stuttgart 2015, ISBN 978-3-460-50011-2
- Mensch Martinus – Warum uns Luther zu Herzen geht, Patmos, Ostfildern 2016, ISBN 978-3-8436-0858-9
- Margot Käßmann. Folge dem, was dein Herz dir rät. Biografie, bene!-Verlag, München 2018, ISBN 978-3-96340-000-1
- Johann Hinrich Wichern. Wie der fromme Erzieher Kinder und Kirche retten wollte, Wichern-Verlag, Berlin 2018, ISBN 978-3-88981-437-1
- „Hallelujah,“ Leonard Cohen! Wie Leonard Cohen Gott lobte, Jesus suchte und unsere Herzen berührt. Verlag Neue Stadt München/Zürich/Wien 2020, ISBN 978-3-7346-1233-6. ISBN 978-3-7346-1279-4. (Auch als Hörbuch, gelesen vom Autor, ISBN 978-3-7346-1265-7.)
- Forever Young, Bob Dylan! Wie der Rock-Rebell Gott sucht, Eigensinn lebt und den Frieden besingt. Verlag Neue Stadt, München-Zürich-Wien 2021, ISBN 978-3-7346-1268-8. (Auch als Hörbuch, gelesen vom Autor, ISBN 978-3-7346-1279-4.)
- Luther & Lindenberg. Zwei Deutsche für ein Halleluja. Eine panisch-theologische Zeitreise (mit Werner Hucks, Gitarre). Hörbuch, Solid Pack Records München 2021, ISBN 978-3-00-068908-6.
- Alles klar, Udo Lindenberg. Wie der Panik-Rocker den Frieden besingt, Gott interviewte und hinter den Horizont blickt. Verlag Neue Stadt, München 2022, ISBN 978-3-7346-1293-0. (Auch als Hörbuch, gelesen vom Autor, ISBN 978-3-7346-1297-8.)
- Hits from Heaven – Wie die Songs des Friedens unsere Hoffnung nähren. Verlag Neue Stadt, München 2022, ISBN 978-3-7346-1285-5.
- Walk on, Johnny Cash! Warum der „Man in Black“ am liebsten Gospels sang und Trost im Glauben fand. Verlag Neue Stadt 2023, ISBN 978-3-7346-1319-7.
- Hits from Heaven – Wie Christmas-Songs unsere Herzen erwärmen. Verlag Neue Stadt, München 2023, ISBN 978-3-7346-1 326-5.
- Highway to Heaven. Die spirituelle Botschaft in Songs von AC/DC bis Led Zeppelin (mit Volker Eichener) bene!-Verlag/Droemer Knaur Verlag 2024, ISBN 978-3-96340-297-5